# Паньи-сюр-Мозель
Паньи́-сюр-Мозе́ль (фр. Pagny-sur-Moselle) — коммуна во французском департаменте Мёрт и Мозель, региона Лотарингия. Относится к кантону Дьелуар.

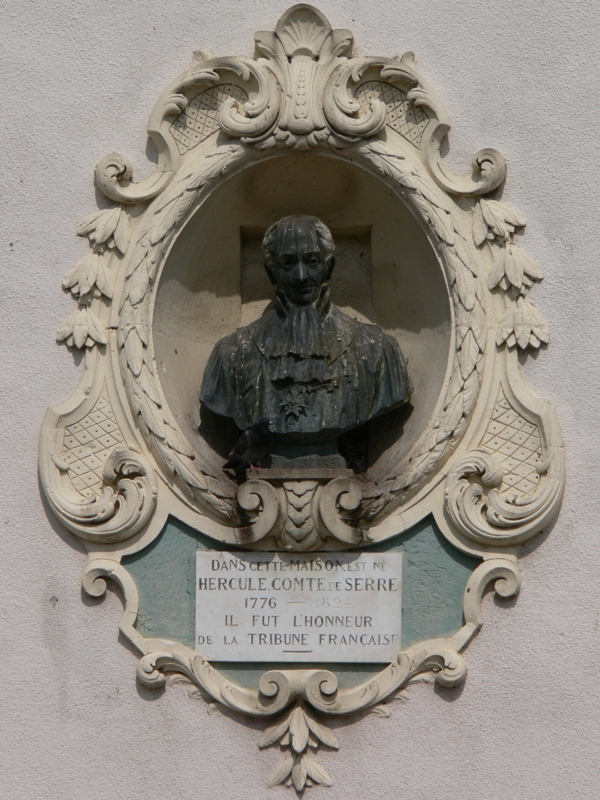
Барельеф на доме, в котором жил граф и политик Эркюль де Серр (1776—1824).

## Демография
Население коммуны на 2010 год составляло 4041 человек.
| 1962 | 1968 | 1975 | 1982 | 1990 | 1999 | 2010 |
| ---- | ---- | ---- | ---- | ---- | ---- | ---- |
| 3301 | 3525 | 3732 | 3707 | 4227 | 4088 | 4041 |

## Знаменитые уроженцы
- Жан Вотрен (род. в 1933 году) — французский писатель, сценарист и режиссёр